# Joe Flanigan
Joe Flanigan (Los Angeles, 1967. január 5. –), amerikai színész. Több ismert televízió-sorozatban játszott, például a Pszichozsaru, a First Monday, a Sisters. 2004-től a Csillagkapu: Atlantisz című sci-fi sorozat egyik főszereplője.

## Életrajz

### Fiatalkor
Joe Flanigan az amerikai Nevada állambeli Renóban nőtt fel, egy kisebb farmon. 14 éves korától egy ojai-i bentlakásos iskolába került, ahol feltűnt az A Streetcar Named Desire című iskolai műben. Később a University of Colorado egyetemen tanult tovább, ahol történelem szakon végzett, miközben feltűnt a Coriolanus című Shakespeare-műben, illetve folytatott tanulmányokat Párizsban is.

### Karrier
Az egyetem elvégzése után az írói pálya érdekelte, rövid ideig dolgozott több New York-i újságnál is. Barátai tanácsára tanulmányokat folytatott a Neighborhood Playhouse-ban, ezután Los Angelesbe költözött, hogy színészi karrierjét elkezdhesse.
Aktuális szerepe a Csillagkapu: Atlantisz sorozatban John Shepard őrnagy, illetve alezredes, aki az atlantiszi expedíció katonai vezetője. Ennek hatására költözött családjával Vancouverbe, ahol a sorozatot forgatják.
A Csillagkapu: Atlantisz „Epiphany” című részét Flanigan írta a sorozat második évadjában.

### Magánélet
Flanigan házas, felesége Katherine Kousi. Három gyermekük van, Aidan, Truman és Fergus.

## Filmográfia

### Színész
| Év   | Cím                                                  | Szerep                         | Megjegyzések                                                        |
| 2005 | Silent Men                                           | Regis                          |                                                                     |
| 2004 | Csillagkapu: Atlantisz                               | John Sheppard őrnagy/alezredes | (2004–2009)                                                         |
| 2004 | CSI: Miami                                           | Mike Sheridan                  | 2.14-es epizód ("Slow Burn")                                        |
| 2003 | Thoughtcrimes                                        | Brendan Dean NSA ügynök        |                                                                     |
| 2003 | Tru Calling                                          | Andrew Webb                    | 1.3-as epizód ("Brother's Keeper")                                  |
| 2003 | 111 Gramercy Park                                    | Jack Philips                   |                                                                     |
| 2002 | Judging Amy                                          | Tobin Hayes                    | 4.7-es epizód ("Damage Control")                                    |
| 2002 | Birds of Prey                                        | Claude Martin nyomozó          | 1.3-as epizód ("Prey for the Hunter")                               |
| 2002 | Farewell to Harry                                    | Nick                           |                                                                     |
| 2002 | First Monday                                         | Julian Lodge                   |                                                                     |
| 2000 | Pszichozsaru                                         | Dr. Tom Arquette               | 4.12 – 4.15 epizódok                                                |
| 1999 | Providence                                           | Dr. David Marcus               | 1.8 – 1.11 epizódok                                                 |
| 1999 | The Other Sister                                     | Jeff Reed                      |                                                                     |
| 1999 | The Force                                            |                                |                                                                     |
| 1998 | Cupid                                                | Alex                           | 1.6 – 1.9 epizódok                                                  |
| 1998 | Dawson és a haverok                                  | Vince                          | 2.4 -es ("Tamara's Return") és 2.5-ös ("Full Moon Rising") epizódok |
| 1997 | Murphy Brown                                         | Scott                          | 10.8-as epizód ("From Here to Jerusalem")                           |
| 1997 | Tell Me No Secrets                                   | Adam Stiles                    |                                                                     |
| 1997 | The First to Go                                      | Peter Cole                     |                                                                     |
| 1995 | Sisters                                              | Brian Cordovas                 | 1995–1996                                                           |
| 1995 | A Reason to Believe                                  | Eric Sayles                    |                                                                     |
| 1995 | Deadline for Murder: From the Files of Edna Buchanan | Scott Cameron                  |                                                                     |
| 1994 | Danielle Steel: Családi album                        | Lionel Thayer                  |                                                                     |

### Író
| Év   | Cím                      | Epizód                                |
| 2005 | "Csillagkapu: Atlantisz" | 2.12-es epizód ("Epiphany"; történet) |
| 2008 | "Csillagkapu: Atlantisz" | 4.15-es epizód ("Outcast"; történet)  |